# Брузапорто
Брузапорто (итал. Brusaporto) — коммуна в Италии, находится в регионе Ломбардия, подчиняется административному центру Бергамо.
Население составляет 4163 человека, плотность населения составляет 833 чел./км². Занимает площадь 5 км². Почтовый индекс — 24060. Телефонный код — 035.
Покровительницей коммуны почитается святая Маргарита Антиохийская, празднование 20 июля.